# 화성반월중학교
화성반월중학교(華城半月中學校)는 대한민국 경기도 화성시 반월동에 있는 공립 중학교이다.

## 학교 연혁
- 2014년 12월 31일 : 화성반월중학교 설치 조례 공포
- 2015년 3월 1일 : 개교 및 초대 홍선기 교장 취임
- 2015년 3월 2일 : 제1회 입학식 (4개 학급, 97명 전·입학)
- 2016년 2월 5일 : 제1회 졸업식 (27명)
- 2022년 9월 1일 : 제3대 이광재 교장 취임
- 2024년 1월 5일 : 제9회 졸업식(208명, 누계 1,010명)
- 2024년 3월 4일 : 제10회 입학식(9개 학급 284명 입학)

## 참고 자료
- 화성반월중학교 - 한국교육학술정보원 학교알리미